# Beaunay
Beaunay település Franciaországban, Marne megyében. Lakosainak száma 103 fő (2022. január 1.). Beaunay Loisy-en-Brie, Étoges és Vert-Toulon községekkel határos.

## Népesség
A település népességének változása:
| Lakosok száma | 99   | 112  | 113  | 102  | 110  | 113  | 106  | 104  | 102  | 103  |
|               | 1968 | 1982 | 1990 | 2006 | 2013 | 2015 | 2017 | 2019 | 2020 | 2022 |